# Asel (Wittmund)
Asel is een dorp in het landkreis Wittmund in de Duitse deelstaat Nedersaksen. Bestuurlijk maakt het deel uit van de stad Wittmund. Het ligt enige kilometers ten oosten van de stad Wittmund aan de Bundesstraße 210.
Het dorp Asel is reeds in de 12e eeuw gesticht.
Bezienswaardig is de middeleeuwse dorpskerk. Zie: Sint-Dionysiuskerk (Asel).